# Biblioteca Virgilio Barco
La Biblioteca Pública Virgilio Barco és una biblioteca pública ubicada a l'oest de Bogotà, al Parc Metropolità Simón Bolívar. Es va inaugurar el 21 de desembre de 2001. Porta el nom de l'expresident, polític i enginyer colombià Virgilio Barco Vargas. L'edifici de la biblioteca va ser dissenyat per l'arquitecte colombià Rogelio Salmona.
L'edifici té 3 nivells que es comuniquen per rampes des de l'exterior i disposa de terrasses interconnectades que ofereixen una vista panoràmica de Bogotà. El sostre està cobert amb rajola ceràmica, que evoca les àmfores de la cultura precolombina Quimbaya. Compta amb sales especialitzades i ofereix una programació relacionada amb la lectura, l'escriptura i l'art.